# 7e division d'assaut aéroporté de la Garde
Pour les articles homonymes, voir 7e division.
La 7e division d'assaut aéroporté de la Garde (en russe : 7-я гвардейская десантно-штурмовая дивизия), abrégé en 7 гв. дшд(г)), de son nom complet la 7e division d'assaut aéroporté de la Garde des ordres du Drapeau rouge, de Souvorov et de Koutouzov (de montagne) (7-я гвардейская десантно-штурмовая Краснознамённая, орденов Суворова и Кутузова дивизия (горная)) est une grande unité des Forces armées de la fédération de Russie (n° d'unité 61756).
C'est l'une des quatre divisions des forces aéroportées russes. Elle est spécialisée dans le combat en montagne et est comparable aux chasseurs alpins en termes d'éventail de tâches. Les troupes de combat de la division sont principalement utilisées par parachutage et largage et comme infanterie aéroportée utilisant des hélicoptères.

## Historique
Le prédécesseur de la 7e division d'assaut aéroporté de la Garde était le 322e régiment aéroporté de la Garde, faisant partie de la 103e division de fusiliers de la Garde (ru). Le 322e régiment aéroporté de la Garde est transformé à Polotsk le 15 octobre 1948 en 7e division aéroportée de la Garde (russe : 7-я гвардейская воздушно-десантная дивизия), qui hérite des décorations du régiment et s'installe à Kaunas. Jusqu'au début des années 1950, elle est principalement utilisée dans les opérations de contre-insurrection contre les Frères de la forêt combattant l'invasion et l'occupation soviétiques des pays auparavant indépendants que sont l'Estonie, la Lettonie et la Lituanie. En 1956, la division est utilisée dans la répression du soulèvement hongrois. De 1979 à 1989, des éléments de la division participent à l'intervention soviétique en Afghanistan[réf. souhaitée]. Le 4 mai 1985, la division reçoit l'ordre du Drapeau rouge en mémoire des combats de la Seconde Guerre mondiale. En 1988, la division est transférée en République socialiste soviétique d'Azerbaïdjan, où elle est impliquée dans la répression des manifestations du janvier noir à Bakou.
En août 1993, la division déplace son quartier général de Kaunas, devenu lituanienne, à Novorossiïsk sur la mer Noire. Entre 1993 et 1996, des éléments de la division sont déployés en Abkhazie et de 1995 à 2004, ils ont été impliqués dans le conflit russo-tchétchène, en particulier dans les première et deuxième guerres tchétchènes. Elle est renommée 7e division d'assaut aéroporté de la Garde en 2006. En août 2008, la division est déployée en Géorgie dans la guerre du Caucase et en 2012 dans la guerre du Daghestan. Le 14 mai 2015, le ministre russe de la Défense de l'époque décerne à la division l'Ordre de Souvorov. En août 2016, une équipe de la 7e division d'assaut aéroporté de la Garde obtient la 1re place aux Jeux militaires internationaux en Russie, auxquels ont participé des troupes aéroportées de six autres pays. En 2017, une équipe de la division participe également aux Jeux Internationaux des Armées en Chine, aux côtés de participants de 28 pays. Depuis septembre 2015, des unités de la 7e division d'assaut aéroporté de la Garde sont chargées de la protection de la base aérienne de Hmeimim en Syrie. Certains éléments de la division sont impliqués dans la guerre en Ukraine depuis 2014 et dans l'invasion russe de l'Ukraine depuis 2022. Le 28 février 2022, l'ancien commandant de la 7e division d'assaut aéroporté de la Garde, le major général Andreï Soukhovetski, est tué par un tireur d'élite ennemi lors du raid sur l'Ukraine,,.

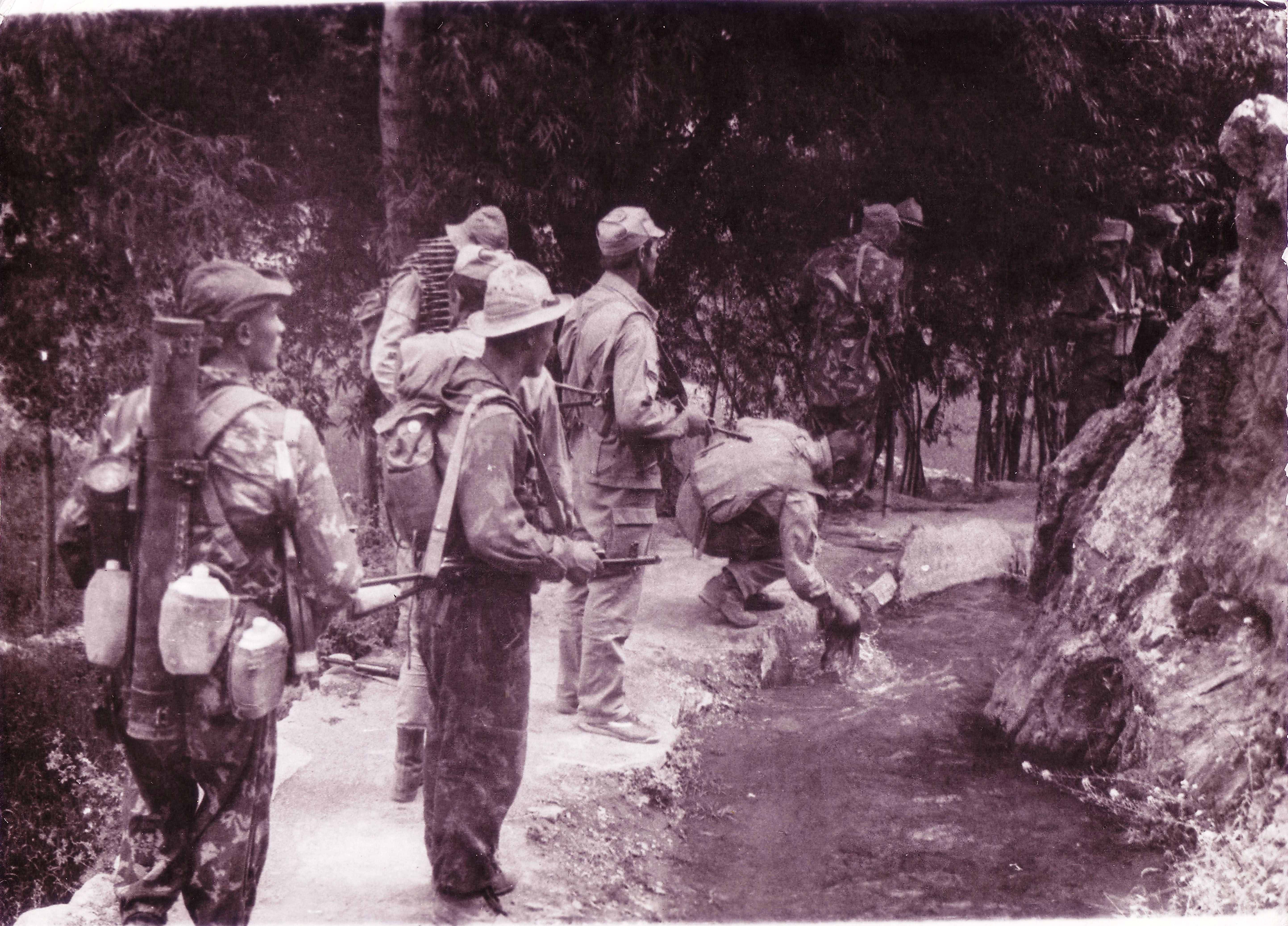
Troupes de la 7e division aéroportée de la Garde lors de l'intervention soviétique en Afghanistan en 1986.
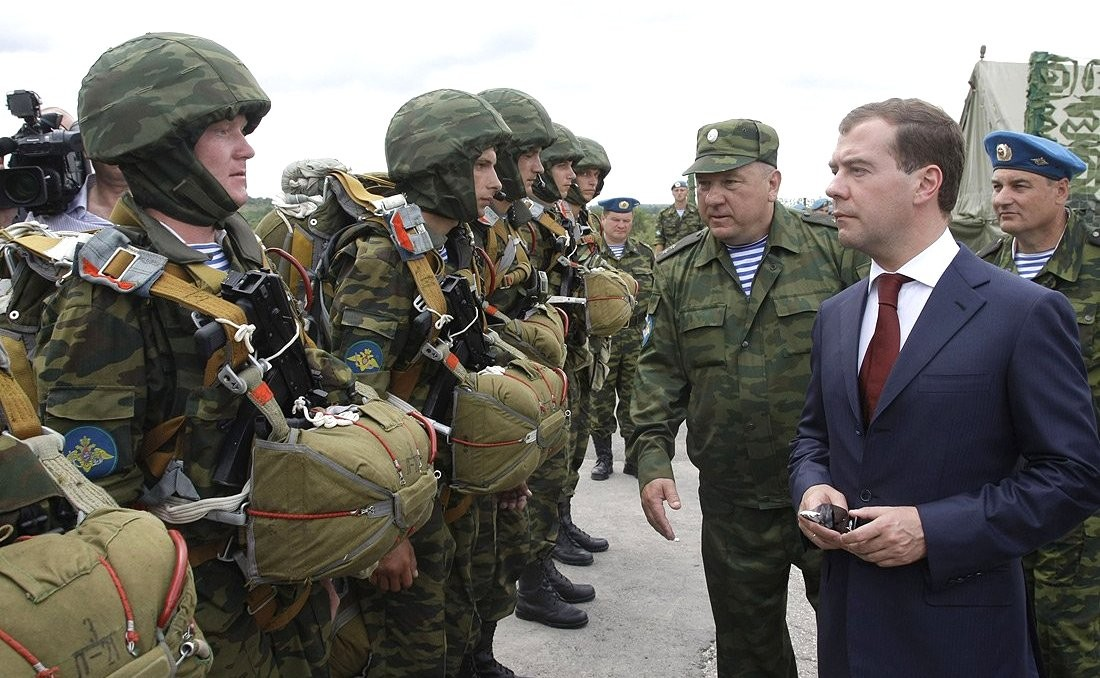
Visite de troupes de Dmitri Medvedev en 2009.
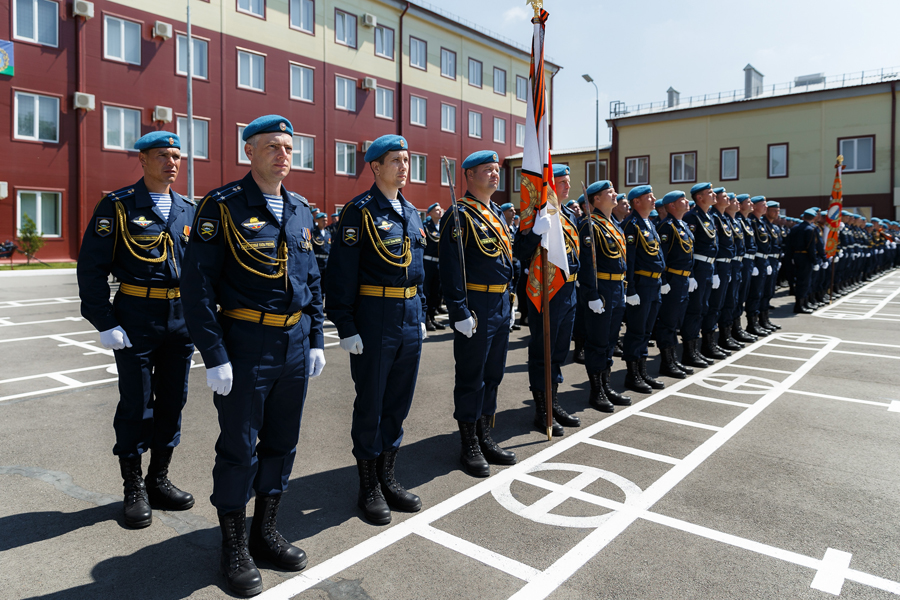
Remise de l'Ordre de Souvorov à la 7e division d'assaut aéroporté de la Garde le 14 mai 2015.
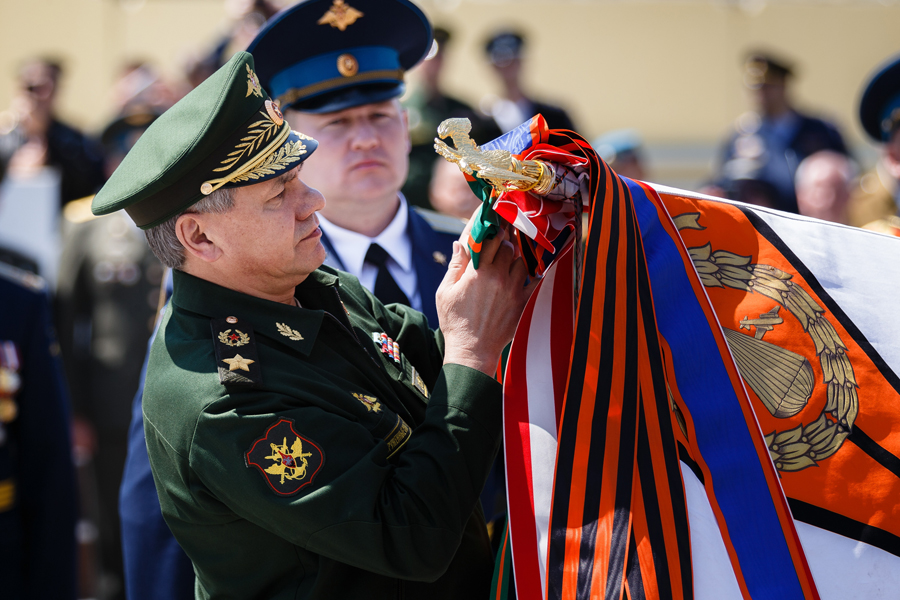
Drapeau lors de la remise de l'Ordre de Suvorovle 14 mai 2015.

## Organisation
- 56e régiment d'assaut aéroporté de la Garde (« des cosaques du Don »), à Feodosia ;
- 108e régiment d'assaut aéroporté de la Garde (« des cosaques du Kouban »), à Novorossiïsk ;
- 247e régiment d'assaut aéroporté de la Garde (« des cosaques caucasiens »), à Stavropol ;
- 1141e régiment d'artillerie de la Garde, à Anapa ;
- 3e régiment de missiles antiaériens de la Garde, à Novorossiïsk ;
- 162e bataillon de reconnaissance ;
- 743e bataillon de transmissions de la Garde, à Novorossiïsk ;
- 629e bataillon du génie ;
- 1681e bataillon de soutien logistique, à Novorossiysk ;
- 104e bataillon indépendant de chars, à Novorossiysk ;
- 171e bataillon indépendant d'assaut aéroporté, à Feodosia.